# А4 (Румъния)
Румънската автомагистрала A4 (на румънски: Autostrada A4) е продължение на автомагистрала A2 (Букурещ-Констанца). Понастоящем от автомагистралата е построен само обхода на пристанищния град Констанца с дължина от около 22 km. Предвижда се в бъдеще време магистралата да бъде удължена до границата с България при Иланлък (на румънски: Vama Veche).